# Giovanni Urbani

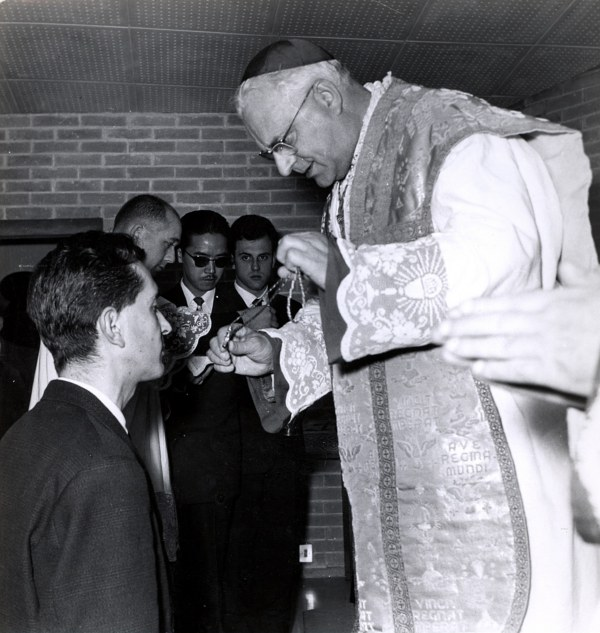
Kardinaal Giovanni Urbani

Giovanni Urbani (Venetië, 26 maart 1900 – aldaar, 17 september 1969) was een Italiaans geestelijke en kardinaal van de Katholieke Kerk.
Urbani diende in de Eerste Wereldoorlog bij de Italiaanse artillerie. Na een studie aan het patriarchale seminarie van Venetië, werd hij op 24 september 1924 door Pietro kardinaal Fontaine tot priester gewijd. Hij deed vervolgens pastoraal werk en doceerde aan zijn eigen seminarie tot 1945. Onderwijl werd hij in 1936 verheven tot Kapelaan van Zijne Heiligheid (in 1943 werd kreeg hij ook de eretitel Huisprelaat van de Paus).
Urbani werd op 26 oktober 1946 door paus Pius XII benoemd tot titulair bisschop van Axomis en tot hulpbisschop van Venetië. Hij werd in de Basiliek van San Marco gewijd. Hij was secretaris van het centraal comité van de Azione Cattolica. Op 27 november 1947 werd hij bisschop van Verona en werd bijzelfde gelegenheid titulair aartsbisschop van Sardes, zodat hij zich - op persoonlijke titel - aartsbisschop mocht noemen.
Op 11 november 1958 benoemde paus Johannes XXIII hem tot zijn eigen opvolger als Patriarch van Venetië. Tijdens het consistorie van 15 december van datzelfde jaar, werd hij opgenomen in het College van Kardinalen. De Santa Prisca, tot dan toe de titelkerk van Roncalli zelf, werd zijn titelkerk. Kardinaal Urbani nam deel aan het Tweede Vaticaans Concilie en aan het Conclaaf van 1963. Tijdens dat conclaaf gold hij als een van de papabili..
Urbani overleed aan de gevolgen van een hartaanval en werd begraven in de San Marcobasiliek.
Bijzonder aan zijn patriarchaat is dat zowel zijn voorganger Angelo Roncalli, als zijn opvolger Albino Luciani tot paus werden gekozen.
- Bibliothèque nationale de France: cb11564262g (data)
- Gemeinsame Normdatei: 129068128
- International Standard Name Identifier: 0000 0000 6139 5828
- Library of Congress Control Number: no2007140056
- Istituto Centrale per il Catalogo Unico: RAVV009130
- Système universitaire de documentation: 254702821
- Virtual International Authority File: 2464210
- WorldCat: E39PBJjxv7xmy6696WdF8fDKBP

Lorenzo Giustiniani · Giovanni Barozzi · Maffeo Gherardi · Thomas Donatus · Marco Cornaro · Gerolamo Querini · Pietro Francesco Contarini · Vincenzo Diedo · Giovanni Trevisan · Lorenzo Priuli · Matteo Zane · Francesco Vendramin · Giovanni Tiepolo · Federico Corner · Gianfranco Morosini · Alvise Sagredo · Gianalberto Badoaro · Pietro Barbarigo · Marco Gradenigo · Francesco Antonio Correr · Aloysius Foscari · Giovanni Bragadin · Fridericus Maria Giovanelli · Ludovico Flangini Giovanelli · Nicola Saverio Gamboni · Francesco Milesi · Ján Krstitel Ladislav Pyrker · Giacomo Monico · Pietro Aurelio Mutti · Angelo Ramazzotti · Giuseppe Luigi Trevisanato · Domenico Agostini · Giuseppe Melchiorre Sarto · Aristide Cavallari · Pietro La Fontaine · Adeodato Giovanni Piazza · Carlo Agostini · Angelo Giuseppe Roncalli · Giovanni Urbani · Albino Luciani · Marco Cé · Angelo Scola · Francesco Moraglia